# Dragonchaser
Dragonchaser è il terzo album in studio della band power metal tedesca At Vance.
Il disco è stato ripubblicato nel 2006 da AFM Records con l'aggiunta di una nuova traccia bonus.

## Tracce

### Edizione standard
Testi e musiche di Olaf Lenk, eccetto quando diversamente indicato.
1. Dragonchaser – 4:25
2. Ages Of Glory – 3:29
3. Crucified – 4:07
4. Beethoven, 5th Symphony – 8:03
5. Heaven Can Wait – 5:33
6. The Winner Takes It All (cover degli ABBA, dal disco Super Trouper del 1980) – 5:28 (Benny Andersson, Björn Ulvaeus)
7. My Bleeding Heart – 6:52
8. Two Kings – 4:24
9. Too Late – 4:51
10. Ases Death – 4:38

### Tracce bonus
1. Bandineri (edizione giapponese) – 1:31
2. Desperado (edizione russa) – 3:23

### Tracce bonus riedizione AFM Records
1. Heroes Of Honour – 4:12

## Formazione

### Gruppo
- Oliver Hartmann – voce, chitarra
- Olaf Lenk – chitarra, tastiere
- Jochen Schnur – basso
- Ulli Müller – tastiere
- Jürgen Lucas – batteria

### Produzione
- Olaf Lenk – produzione, missaggio, mastering
- Axel Thubeauville – produzione, missaggio
- Christoph Bersch – artwork